# Résolution 3314 de l'Assemblée générale des Nations unies
La résolution 3314 (XXIX) de l'Assemblée générale des Nations unies (Définition de l'agression) a été adoptée par l'Assemblée générale des Nations unies le 14 décembre 1974 en tant que recommandation non contraignante adressée au Conseil de sécurité des Nations unies sur la définition à utiliser pour le crime d'agression. 

## Contexte
L’adoption de cette définition fut l’aboutissement d’un long processus commencé en 1923 sous les auspices de la Société des Nations. En décembre 1967, l’Assemblée générale a adopté la résolution 2330 (XXII), qui a créé un Comité spécial sur la question de la définition de l’agression. Cet organisme comprenait 35 États membres. Après sept ans, il a présenté un rapport à l’Assemblée générale avec des propositions préliminaires qui ont servi de base à la définition finale de l’agression. 

## Définition de l'agression
La définition fait une distinction entre l'agression (qui « donne lieu à un engagement de la responsabilité internationale ») et la guerre d’agression (qui est « un crime contre la paix internationale »). 
L'article 1er dispose que « L'agression est l'emploi de la force armée, par un État contre la souveraineté, l'intégrité territoriale ou l'indépendance politique d'un autre État, ou de toute autre manière incompatible avec la Charte des Nations unies, ainsi qu'il ressort de la présente Définition. ».
L'article 3 « conformément aux dispositions de l'article 2 » définit certains comportement considérés étant des actes d'agression, à savoir :
- l'invasion ou l'attaque armée, l'occupation et l'annexion par la force ;
- le bombardement ou l'utilisation d'armes contre le territoire ;
- le blocus portuaire ou côtier ;
- les attaques contre les forces armées ou la flotte marchande ou aérienne civile d'un État ;
- les violations armées des accords sur le statut des forces.

De plus, certaines utilisations de tiers comme « mandataires » sont imputables en tant qu’actes propres à un État, à savoir :
- la permission octroyée à d’autres États d’utiliser son propre territoire pour perpétrer des actes d’agression ;
- l'envoi de bandes armées, de forces irrégulières ou de mercenaires pour commettre des actes d’agression.

L’article 2 dispose que le premier recours à la force en violation de la Charte des Nations unies constituera une preuve prima facie d’agression, mais le Conseil de sécurité a le pouvoir de déterminer que, compte tenu des circonstances, il n’y a pas eu d’agression. Une guerre d’agression est une série d’actes commis avec une intention soutenue et d'une gravité suffisante. La distinction faite dans la définition entre un acte d’agression et une guerre d’agression montre clairement que tout acte d’agression ne constitue pas un crime contre la paix ; seule la guerre d’agression le constitue. Les États seraient néanmoins tenus responsables de tout acte d’agression.

## Critiques de la définition
La formulation de la définition a été critiquée par de nombreux commentateurs. Ses clauses sur l’utilisation de forces irrégulières sont vagues, car il n’est pas clair quel niveau d’« implication » entraînerait la responsabilité de l’État. Elle est également fortement centrée sur les États, dans la mesure où elle considère que les États sont les seuls acteurs responsables des actes d’agression. Les entités ou groupes non étatiques irréguliers, nationaux ou transnationaux, tels que ceux qui ont pris part à la guerre civile en Sierra Leone et aux guerres de Yougoslavie, ont été des acteurs clés dans leurs conflits respectifs bien qu’ils n’aient pas été parties à des conflits entre États ; ils n’auraient pas été couverts par la définition.
La définition de l’agression ne couvre pas non plus les actes commis par des organisations internationales. Les deux principales alliances militaires au moment de l’adoption de la définition, l'OTAN et le Pacte de Varsovie, n’étaient pas des parties étatiques et étaient donc hors du champ d’application de la définition. De plus, la définition ne traite pas des responsabilités des individus en cas d’actes d’agression. Elle est largement perçue comme une base insuffisante sur laquelle fonder des poursuites pénales individuelles.
La définition n’est pas contraignante pour le Conseil de sécurité. La Charte des Nations unies confère à l’Assemblée générale le pouvoir de faire des recommandations au Conseil de sécurité des Nations unies, mais l’Assemblée ne peut pas dicter sa conduite au Conseil. La résolution accompagnant la définition précise que celle-ci a pour but de fournir des orientations au Conseil de sécurité pour l'aider à « déterminer, conformément à la Charte, l'existence d'un acte d'agression ». Le Conseil de sécurité peut appliquer ou ignorer ces directives comme il l’entend. Les commentateurs juridiques ont soutenu en 1999 que la définition de l'agression n'avait eu « aucun impact visible » sur les délibérations du Conseil de sécurité.